# 切洛佩奇

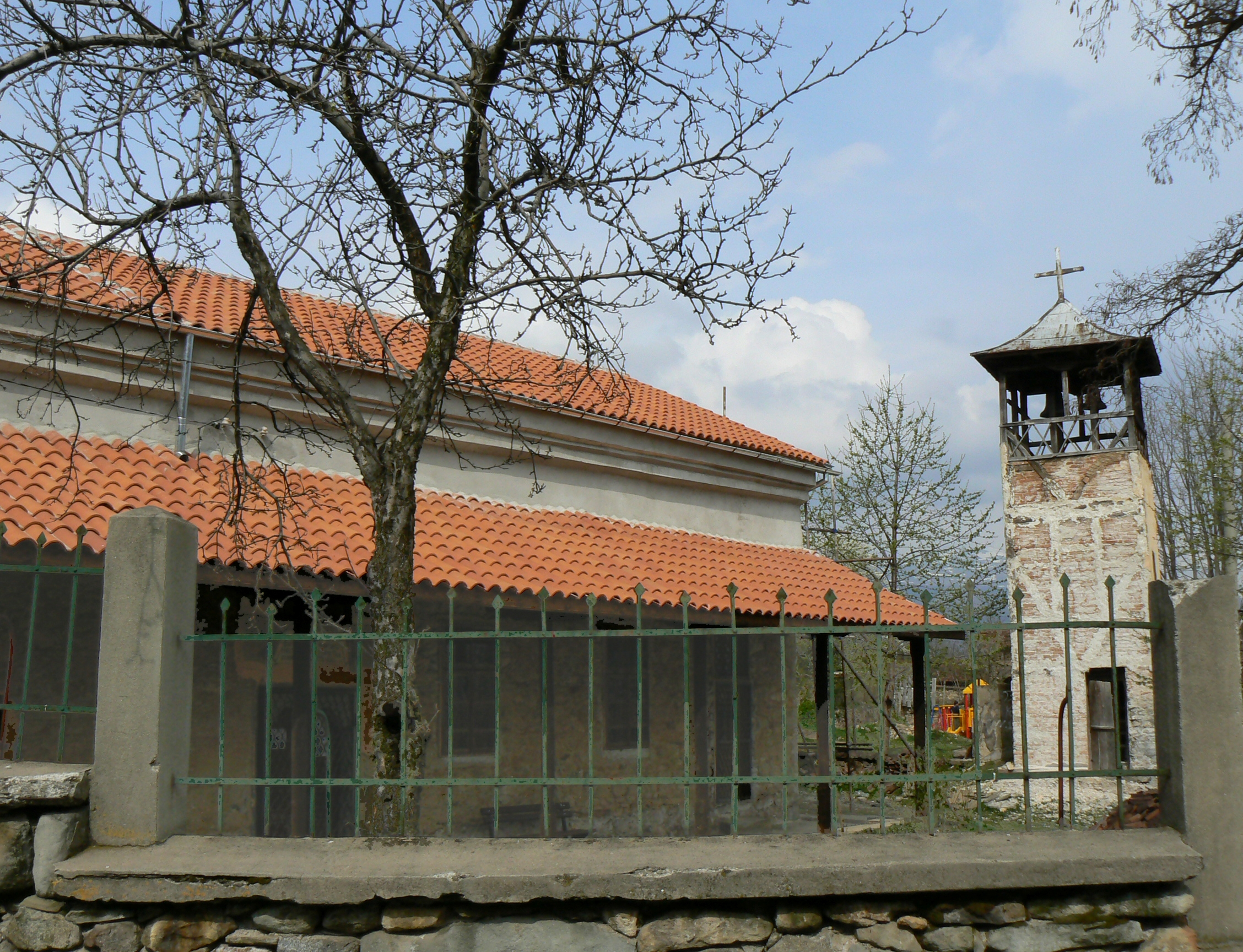

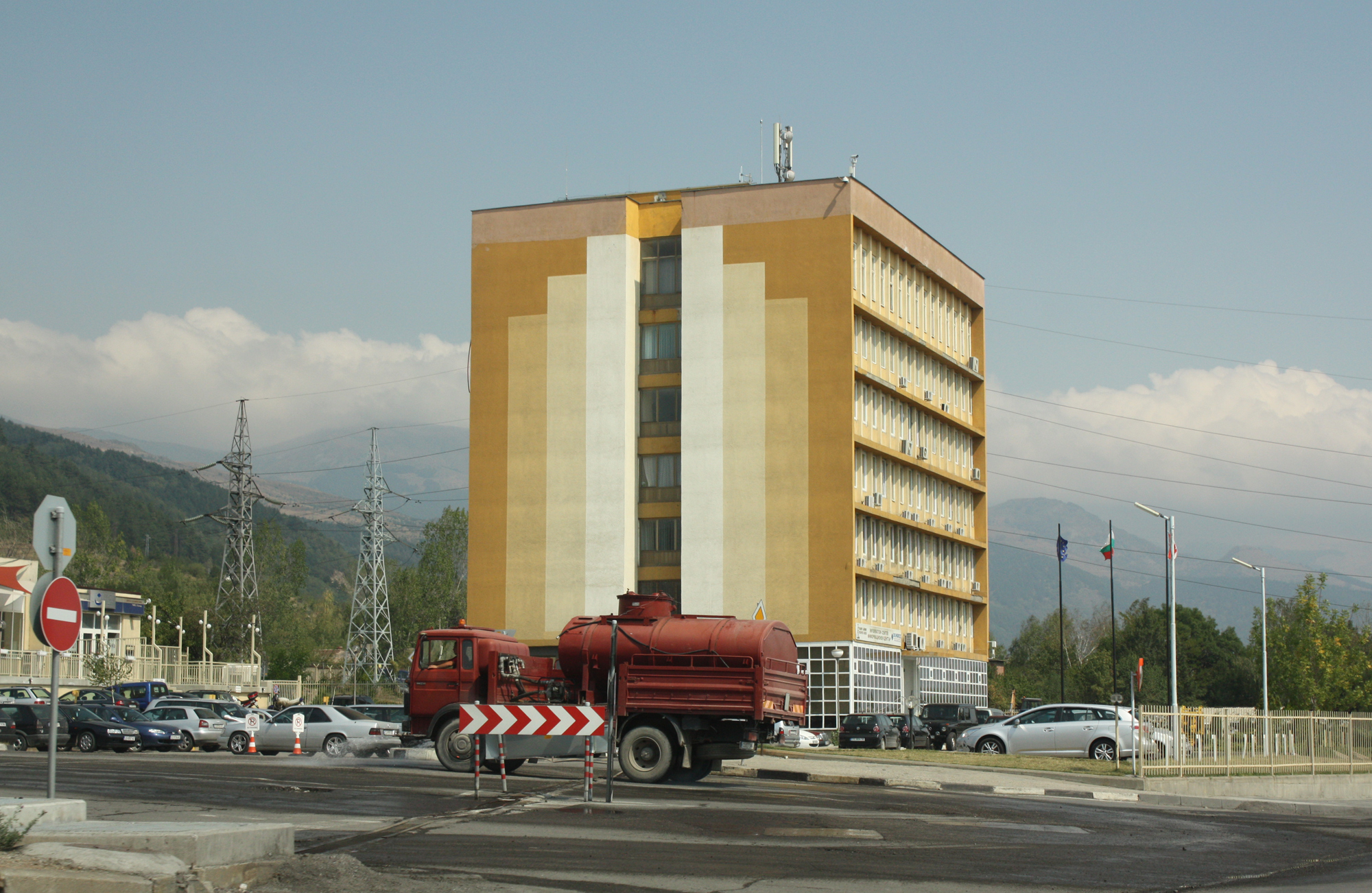

切洛佩奇，是保加利亞的城鎮，位於該國西部，由索菲亞州負責管轄，是切洛佩奇市的首府，面積44.4平方公里，海拔高度705米，2015年人口1,714，人口密度每平方公里38.6人。